# توبوليف تو-28
الطائرة توبوليف تو-28 هي طائرة اعتراضية طويلة المدى، طورت من قبل الاتحاد السوفيتي في فترة الستينات. لا تزال التو-28 أكبر طائرة تم تصنيعها إلى الآن.

## المستخدمين
الاتحاد السوفيتي
- قوات الدفاع الجوى السوفيتية

## المواصفات
الخصائص العامة
- الطول:  ()
- باع الجناح:  ()
- الارتفاع:  ()

الأداء